# Podosphaera parietariae
Podosphaera parietariae är en svampart som först beskrevs av Schwarzman, och fick sitt nu gällande namn av U. Braun & S. Takam. 2000. Podosphaera parietariae ingår i släktet Podosphaera och familjen Erysiphaceae.   Inga underarter finns listade i Catalogue of Life.